# دژ بیت‌الردیده
 قلعه بیت الردیده  (به عربی: حصن بیت الردیدة)، یکی از قدیمی‌ترین قلعه‌های کشور پادشاهی عمان ویکی از (نقاط دیدنی سلطنت عمان) است.      
این قلعه در   شهرستان نزوی ( ولایة نزوی ) منطقه داخلیه  عمان واقع شده‌است.
تاریخ بنای «قلعه بیت الردیده» به قرن هیفده هم میلادی بر می‌گردد، و در فاصلهٔ ۲۴ کیلومتری  شهرستان نزوی  در ابتدای وادی المعیدن و در سمت مغرب  نیابت برکة الموز    واقع شده‌است. این دژ توسط الامام سلطان بن سیف الیعربی دومین امام از سلاطین (دولت الیعربی) مابین سال‌های (۱۰۵۹هـ-۱۰۹۰هـ) موافق (۱۶۴۹م -۱۶۷۹م)  ساخته شده‌است، و در عهد  السید محمد بن الإمام أحمد بن سعید تجدید و توسعه یافته‌است. 
به علت قرار داشتن  قلعه در مسیر گلویه (تنگه ی) راه جبل اخضر شهرت فراوانی کسب نموده بوده أست.  
قلعه عبارت است  از یک بنای  دو طبقه مربع شکل که اطراف آن با دیوار (سور) محافظت شده‌است، و در زوایای اطرافش برج‌های کوچکی وجود دارد. در فزای قلعه  قناتی     مکشوف جاری است که به نام «فلج الخطیمن» مشهور است  و آبش بسیار شیرین است. بنای قلعه از عناصر معماری محلی تقلیدی تشکیل یافته‌است، قسمتی از دیوار سمیک  برج‌ها از آجر  و خشت  و  ساروج  تشیید شده‌است، همچنین از مواد  سنگ، گچ، چوب و شاخهٔ نخل خرما  نیز استفاده شده‌است. درون  قلعه از گچ کاری  ونقاشی خاص وزیبایی ستوها واقواص دارای   گچبری  و طراز معماری سقف‌ها از لحاظ تزیینی با طاق‌های اکلیل و گچ ونقوش عمرانی از زیبایی خواص ومنحصر به فرد بر خوردار است.